# Новините на NOVA
Новинарската емисия на NOVA e излъчена за първи път на 7 август 1995 година. Носи името „Календар“ до септември 2011, когато променя името си на „Новините на NOVA“. На 9 юли 2012 г. NOVA стартира собствен новинарски сайт. От 22 септември 2015 г. емисиите се излъчват и по радио NOVA NEWS.

## Програма
Ежедневно има сутрешни емисии в блока на NOVA „Здравей, България“ – 06:00 ч., 07:00 ч, 08:00 ч., 09:00 ч.; обедна емисия – 12:00 ч.; следобедна емисия – 16:00 ч.; централна емисия – 19:00 ч.; късна емисия – 23:00 ч.; лятна късна емисия – 22:00; събота и неделя – 12:00 и 19:00 ч.
Веднага след централните новини в събота се излъчва „Темата на NOVA“. А в неделя, отново след централните новини, се излъчва „На фокус“ с Лора Крумова.

## Емисии
| Емисия      | Понеделник    | Вторник       | Сряда         | Четвъртък     | Петък         | Събота        | Неделя        |
| ----------- | ------------- | ------------- | ------------- | ------------- | ------------- | ------------- | ------------- |
| Сутрешна    | 06:00 – 06:05 | 06:00 – 06:05 | 06:00 – 06:05 | 06:00 – 06:05 | 06:00 – 06:05 |               |               |
| Сутрешна    | 07:00 – 07:05 | 07:00 – 07:05 | 07:00 – 07:05 | 07:00 – 07:05 | 07:00 – 07:05 |               |               |
| Сутрешна    | 08:00 – 08:05 | 08:00 – 08:05 | 08:00 – 08:05 | 08:00 – 08:05 | 08:00 – 08:05 |               |               |
| Сутрешна    | 09:00 – 09:05 | 09:00 – 09:05 | 09:00 – 09:05 | 09:00 – 09:05 | 09:00 – 09:05 |               |               |
| Обедна      | 12:00 – 12:20 | 12:00 – 12:20 | 12:00 – 12:20 | 12:00 – 12:20 | 12:00 – 12:20 | 12:00 – 12:20 | 12:00 – 12:20 |
| Следобедна  | 16:00 – 16:10 | 16:00 – 16:10 | 16:00 – 16:10 | 16:00 – 16:10 | 16:00 – 16:10 |               |               |
| Централна   | 19:00 – 19:40 | 19:00 – 19:40 | 19:00 – 19:40 | 19:00 – 19:40 | 19:00 – 19:40 | 19:00 – 19:20 | 19:00 – 19:20 |
| Късна       | 23:00 – 23:20 | 23:00 – 23:20 | 23:00 – 23:20 | 23:00 – 23:20 | 23:00 – 23:20 |               |               |
| Лятна късна | 22:00 – 22:20 | 22:00 – 22:20 | 22:00 – 22:20 | 22:00 – 22:20 | 22:00 – 22:20 |               |               |

## Водещи на Новините на NOVA
Сутрешни емисии – Лилия Мустакова – делник;
Обедна емисия – Лилия Мустакова или Методи Владимиров – делник, Даниела Тренчева или Христо Калоферов – уикенд;
Следобедна емисия – Ани Салич – делник;
Централна емисия – Николай Дойнов и Ани Салич – делник, Даниела Тренчева и Христо Калоферов – уикенд;
Късна емисия – Невена Василева – делник.